# Јаблонове (Битча)
Јаблонове (слч. Jablonové) насељено је мјесто са административним статусом сеоске општине (слч. obec) у округу Битча, у Жилинском крају, Словачка Република.

## Становништво
| Година:    | 1994. | 2004.   | 2014.   | 2024.   |
| ---------- | ----- | ------- | ------- | ------- |
| Број људи: | 824   | 864     | 878     | 895     |
| Разлика:   |       | +4,85 % | +1,62 % | +1,93 % |

| Година:    | 2023. | 2024.   |
| ---------- | ----- | ------- |
| Број људи: | 885   | 895     |
| Разлика:   |       | +1,12 % |

Према подацима о броју становника из 2024. године насеље је имало 895 становника.